# Камен Нам
Камен Нам е български географ.
Роден е през 1957 г. в София. Завършва география и история в Софийски университет „Св. Климент Охридски“ през 1983 г.
През 1986 г. е приет за редовен докторант в Санктпетербургския държавен университет под ръководството на проф. В. С. Жекулин, който е сред 6-те докторанти на акад Л. С. Берг.
През 1990 г. защитава докторат на тема „Сравнительный анализ антропогенных трансформациях ландшафтов Северозападной Болгарии“.
От 2005 г. е доцент в катедра „Ландшафтознание и опазване на природната среда“ към Геолого-географския факултет на СУ „Св. Климент Охридски“.
Научните интереси и преподавателската му дейност са свързани с ландшафтната екология, природната география на България, антропогенните трансформации на ландшафтите, глобалната екология, природните рискове и катастрофи, геоекологичен мониторинг, екологичен мениджмънт, екологична сигурност, устойчиво развитие.
Още през периода 1993 – 1994 г. предлага и обосновава Вертикална екомониторингова система, съотнесена към Източномаришкия регион и въвежда алтернативни ландшафтно-екологични модели в практиката, оформяйки бъдещото развитие на Източномаришкия лигнитен басейн по време и след края на експлоатационния период. Разработките му са одобрени и приети на разширен технически съвет на мини „Марица-Изток“ ЕАД като част от ТУП.
От 2002 г. доц. д-р Камен Нам е лицензиран експерт по ОВОС. Усъвършенства и въвежда в употреба в РБългария историко-географския метод (диахроничен подход) при изследване на антропогенните трансформации на ландшафтите. Методът е приет като препоръчителен при изработването на ОВОС и е публикуван в наръчника на МОСВ (по програма ФАР) описваш препоръчителните методики.
През 2008 г. в доклад на Международна научна конференция, представен заедно с Владимир Божилов, запознава научната общност за първи път след дългогодишна работа с „Хипотеза за наличието на цикли на развитие и/или унищожение при разумните билогични многообразия и техните взаимодействия с околната среда“ (т.нар. „Ентропийна хипотеза“). По-късно материалите от разширеното изследване са публикувани от двамата учени в самостоятелното печатно издание „Живот и Вселена“ (2008) в сътрудничество с д-р Дънкан Форган (Единбург, Шотландия).
В качеството си на експерт-консултант по време на сътрудничеството му с Агенцията по заетостта (Европейски социален фонд 2007 – 2013, Оперативна програма „Развитие на човешките ресурси“) създава методика във връзка контрола на бенефициенти и извършва екологизация на 147 групи професии.
Камен Нам е университетски преподавател от 1991 г., като понастоящем изнася лекции в два университета – СУ „Св. Климент Охридски“ и УНСС. За кратко време е Директор на магистратура „Гражданска сигурност“ към Нов български университет, след което се включва в екипа подготвящ анализатори в магистатура „Национална сигурност“ към УНСС, факултет „Международни отношения“.
Автор е на множество публикации и разработки с научен, научно-приложен и научнопопулярен характер, експертизи и експертни становища, като част от тях са:
1. НАМ, К. Общонаучна ландшафтна карта на Северозападна България. Същност, принципи, приложения. Докл. на Научно-практическа конференция на студентите и аспирантите в Ленинград. Сб. Резюмета, Ленинград, 1988.
2. НАМ, К. Специфика на историко-географския метод при анализирането на антропогенните трансформации на ландшафтите. Год. СУ, Кн.2 – География, т.84, С., 1991.
3. Попов, А., К. НАМ. Сравнителен анализ на историко-географските предпоставки за антропогенните изменения на природните ландшафти в Северозападна България и Горнотракийската низина. Изд. Известия на БГД, С., 1991.
4. НАМ, К. Модел на организация и оборудване на вертикална екомониторингова система съотнесен към Източно-Маришкия регион. Год. СУ, Кн.2 – География, том 86, С., 1993.
5. НАМ, К. Алтернативни ландшафтно-екологични модели на територията на Източно-Маришкия въглищен басейн след края на експлоатацията. В ТУП на „Марица-Изток“, част ОВОС (год. I), архив Минпроект, С., 1994.
6. НАМ, К. Някои аспекти на антропогенните изменения на ландшафтите в обхвата на външно насипище „Медникарово“ и съседни територии. Год. СУ, том 87, С., 1994.
7. НАМ, К., Б.Борисова. Ландшафти на централните и южни части на Радомирската котловина (Долни Раковец – Кондофрей). Год. Су, Кн.2 – География, том 87, С., 1994.
8. НАМ, К. Екологосъобразност на биорекултивационните мероприятия по примера на насипище „Дряново“ в обхвата на Източномаришкия въглищен басейн. Год. СУ, Кн.2 – География, С., 1996.
9. НАМ, К. Геоекологични проблеми в развитието на Източномаришкия басейн. Докл. На Международна научна конференция, СУ, ГГФ, С., 1998.
10. НАМ, К. Ландшафтно-екологичен потенциал на рекултивирани насипищни форми по примера на Източномаришкия лигнитен басейн. Год. СУ, Кн.2 – География, том 91, С., 1998
11. НАМ, К. Нов подход при съставянето на легендата на ландшафтните карти. Год. СУ, Кн.2-География, том 93, С., 2000.
12. НАМ, К. Един автор-две статии-много въпросителни. В Проблеми на географията, БАН-ГИ, С., 2000.
13. НАМ, К. Ландшафтно-екологичен потенциал на рекултивирани насипищни форми по примера на Източномаришкия лигнитен басейн. Год. СУ „Св. Кл. Охридски“, ГГФ, кн. 2 – География, том 91, С., 2001.
14. НАМ, К. Антропогенни трансформации на ландшафтите и устойчиво природоползване в Западна Стара планина. В Сб. докл.на Регионална конфереция, Враца, 2001.
15. НАМ, К. Ландщафтно-екологично моделиране на природоползването в планински условия между реките Арда и Върбица. В Сб. Докл. на Регионална конференция – Ардино, С., 2001.
16. НАМ, К. Ландшафтно-екологичен потенциал на Западните Родопи. В Сб. докл. от Юбилейна научно-практическа конференция, Смолян, 2002.
17. НАМ, К. Рационализиране на земеползването между нос Атия и устието на река Резовска. В сб. Докл. от Научна конференция в памет на проф. д-р Д. Яранов, Варна, 2002.
18. НАМ, К. Възможности за реализация на идеята за устойчиво развитие в Странджанския регион. В сб. докл. от Научна конференция с международно участие „Наука, околна среда и устойчиво развитие“, В. Търново, 2002.
19. НАМ, К. Ефектът на преходност при ландшафтите в северните странджански ридове. Год. СУ „Св. Кл. Охридски“, Кн.2 – География, том 95, С., 2002.
20. НАМ, К. Антропогенни ландшафти-доминанти в пределите на България през ХV век. В Юбилеен сборник „30 години катедра Ландшафтознание и опазване на природната среда“, ГГФ, „СУ Св. Кл. Охридски“, С., 2003.
21. НАМ, К. Ландшафтно-екологично планиране и моделиране в условията на устойчиво развитие. В сб. Докл. от Международна конференция „50 години Лесотехнически университет“, Юндола, 2003.
22. НАМ, К. Природна география на България. Учебник ВУЗ, Изд. Мараш, Серия „Геосфера“. С, 2003.
23. НАМ, К. Специфика на ландшафтно-екологичните условия и антропогенно присъствие в източните разклонения на рида Босна. Год. СУ „Св. Кл. Охридски“, кн.2 – География, том 96, С., 2004.
24. НАМ, К. Специфика на агроландшафтното разнообразие в условията на българския преход към пазарно стопанство. В сб. Докл. От Научна конференция с международно участие „Човешките измерения на глобалните промени в околната среда на България. СУ „Св. Кл. Охридски“, ГГФ, С., 2004.
25. НАМ, К., В. Божилов. Генезис на еволюционните механизми при разумните биологични многообразия и влиянието им върху екосистемите и ландшафтната сфера. В Сб. Докл. от Международна конференция, ГГФ-СУ, С., 2008.
26. НАМ, К. Геоекология, конфликти, сигурност. Год. СУ „Св. Кл. Охридски“, Кн.2 – География, том 101. С., 2008.
27. НАМ, К. Природата на България. Част „Земята на България“, Изд. ТанграТанакра, С., 2008.
28. НАМ, К. Природата на България. Част „Климатът на България“, Изд. Тангра Танакра, С., 2008.
29. НАМ, К. Земята на България. В Природата на България Изд. Тангра Танакра, С., 2008.
30. Божилов, Вл., НАМ, К. Живот и Вселена. Моногр. Изд. МАГОАРТ, С., 2008.
31. НАМ, К. Ив. Пенков. Лимитиращи фактори при прилагане принципите за устойчиво развитие в Югоизточна България. Год. Су, кн.2 – География, том 102, С., 2009.
32. Божилов, Вл., К.НАМ. Живот извън Земята Екзопланети и космология. Сп.”Осем”, Бр. Септември, С., 2010.
33. НАМ, К. Проклятието на черното злато. Сп. „Осем“, бр. Ноември. С., 2010.
34. НАМ, К. Мениджмънт на екологичната сигурност. В сб. Докл. от Годишна конференция на ГГФ, Созопол, 2010.
35. НАМ, К. Ландшафтна екология. Учебник ВУЗ. Изд. Фондация Национална и международна сигурност, Библ. „Сигурност“, №16, София, 2013.
36. Penkov, I., K.NAM. 2005. An impact of torrential phenomena on the dynamics of landscapes in Southeastern Bulgaria. Proceedings of the Second International Conference Global changes and new challenges of 21st century, Sofia, Bulgaria, p.162 – 164.
37. НАМ, К. Историко-географски метод. Под №9 в „Справочник на съществуващите методики за оценка и прогноза на въздействието на околната среда“. Изд. МОСВ със съдействието на програма ФАР, С., 1997.
38. НАМ, К. Транзитният обходен път на Княжево – разумната алтернатива. Експертно становище. С., 1999.
39. НАМ, К. Проект „Пазар кв. Борово“, част ДОВОС. С., 2000.
40. НАМ, К. Проект „Хотел Христов“ – Горско Калугерово, част ДОВОС, С., 2001.
41. НАМ, К. Методика за оценка на въздействието на дейности по изпълнение на проекти и програми относно спазването на хоризонталните принципи, свързани с екологичната ефективност в контекста на Оперативна програма „Развитие на човешките ресурси“ и в частност приоритетни оси 1 и 2 на ОП „РЧР“. Дог. №BG0051ЗРО001-8.1.02, Агенция по заетостта, София, 2010.
42. НАМ, К. Чек-листа за прилагане на принципите на екологична ефективност по групи професии с професионални направления с код по СПОО 44, 52, 54, 58, 62, 72, 81, 841 85 и 86 (за професии с код 861020). Оперативна програма „Развитие на човешките ресурси“, Агенция по заетостта, София, 2010.
43. НАМ, К. Методика за отчитане на чек-листите и прилагането им от страна на бенефициентите при реализирането на проектните предложения и отчитането на догооворите. Оперативна програма „Развитие на човешките ресурси“, Агенция по заетостта, София, 2010.